# Mädels ahoi
Mädels ahoi ist eine US-amerikanische Musicalkomödie aus dem Jahr 1952 von Sidney Lanfield mit Esther Williams, Joan Evans und Vivian Blaine in den Hauptrollen. Der Film wurde von Metro-Goldwyn-Mayer produziert.

## Handlung
Während Mary Kate Yarbrough von ihrem Bräutigam Dick Hallson vor dem Traualtar sitzen gelassen wird, läuft Whitney Young beim Gang zum Altar davon. Zur gleichen Zeit träumt in New York die Brautkleidverkäuferin Una Yancy davon, dass ihr Verlobter Archie O'Conovan ihr ein Brautkleid kauft. Stattdessen bekommt sie von ihm während seiner langen Abwesenheit nur Postkarten zugeschickt.
Bei einer Militärparade sieht Una Archie als Matrose teilnehmen. Sofort entschließt sie sich, der Navy beizutreten, um endlich Zeit mit ihm verbringen zu können. Auch Mary Kate und Whitney haben diesen Entschluss gefasst. Im Ausbildungslager der Navy werden die drei Zimmergenossinnen. Zum Einführungsgespräch verspätet sich Whitney. Sie kann jedoch Lieutenant Commander Staunton mit ihrem Willen, etwas Sinnvolles zu tun, beeindrucken. Mary Kate hingegen leidet unter Heimweh und wird krank. Während der sechs Wochen Ausbildung wird Whitney zur Stubenkommandantin gemacht. Der Klempner Pop erzählt ihr, dass eine Navy-Angehörige, die durch Heimweh krank geworden ist, ihren Dienst quittieren kann. Whitney spricht mit Staunton über Mary Kate. Mit Una arrangiert sie für Mary Kate ein Gespräch mit der Verwaltung, doch noch vor dem Termin erscheint Dick, um nach Mary Kate zu sehen. Er entschuldigt sich mit Blumen bei ihr. Im Gespräch merkt Mary Kate, dass er sie unterschätzt, was sie anstachelt, in der Navy zu bleiben.
Bei einem Ausgang in Chicago treffen sich die drei Freundinnen in einem Café und beklagen sich über das Fehlen männlicher Begleitung. Una und Whitney wollen eine Bar aufsuchen, in der man leicht Männer kennenlernen kann, doch Mary Kate möchte nicht mitkommen. In der Bar lernen Una und Whitney einen netten Zivilisten kennen. Sie wissen nicht, dass es sich um Lieutenant Commander Paul Elcott handelt, der neue Arzt des Ausbildungslagers. Whitney schafft es, Una zur Rückkehr ins Lager zu bewegen und lädt Paul zum Abendessen ein. Whitney gibt sich als Mary Smith aus, Paul als John Smith. Während des Abendessens in einem Nachtclub erhält Paul eine Nachricht von anderen Rekrutinnen, damit er ihnen Gesellschaft leistet. Whitney ist verärgert und löst eine Schlägerei aus. Vor dem Disziplinarausschuss muss sich Whitney rechtfertigen. Durch die Aussage eines Militärpolizisten, dass Whitney die Schlägerei unprovoziert begonnen habe, kommt sie in Bedrängnis. Der in Uniform auftretende Paul entlastet sie mit seiner Aussage. Der Fall wird zu den Akten gelegt und Whitney sucht Paul freudig überrascht in dessen Büro auf. Paul weist ihre Avancen zurück und belehrt sie, dass eine Beziehung zwischen Navy-Angehörigen unerwünscht ist. Verletzt verlässt sie sein Büro.
Kurz vor Ende ihrer Ausbildung besuchen die drei Freundinnen eine Aufführung der United Service Organizations. Zu Mary Kates Verblüffung ist Dick einer der Darsteller. Als er ihr später seine Liebe gesteht, wird ihr klar, dass sie ihn wirklich liebt. Una hat derweil einen Brief von Archie bekommen, der in Frankreich stationiert ist, während Whitney nach einer weiteren Abfuhr von Paul traurig nach Hause geht. Am nächsten Tag wird sie von ihrem Onkel Thatcher Kinston besucht, der ihr rät, dass sie um Paul kämpfen solle. Whitney sucht Paul auf, der ihr bei persönlichen Problemen helfen soll. Wieder weist Paul sie ab, dafür sei der Psychiater der Basis zuständig. Staunton ist ebenfalls anwesend. Sie ist sich sicher, dass Paul seine wahren Gefühle für Whitney unterdrückt. Whitney will Paul noch eine Chance geben und setzt sich im Kino neben ihn. Zum Ärger der anderen Zuschauer streiten sich die beiden, wer die Initiative zu ergreifen hat. Verärgert verlässt Whitney das Kino.
Am Tag des Abschlusses ihrer Ausbildung werden Whitney, Mary Kate und Una für drei Monate nach Washington abkommandiert. Mary Kate verspricht Dick, ihm zu helfen, ein guter Seemann zu werden. Zu Unas Unmut wird Archie ausgerechnet jetzt nach Fort Sill versetzt. Paul verabschiedet sich am Bahnhof von Whitney und gesteht ihr seine Liebe. Er verspricht ihr, sich so bald wie möglich nach Washington versetzen zu lassen. Als die Frauen in den Zug steigen, winken Paul, Dick und Archie zum Abschied.

## Produktion

### Hintergrund
Gedreht wurde der Film von Ende August bis Mitte November 1951 in der Naval Station Great Lakes sowie in den MGM-Studios in Culver City.

### Stab
Daniel B. Cathcart und Cedric Gibbons oblag die künstlerische Leitung. Alfred E. Spencer und Edwin B. Willis waren für das Szenenbild zuständig, Helen Rose für die Kostüme, William Tuttle und John Truwe für das Maskenbild. Verantwortlicher Toningenieur war Douglas Shearer. Warren Newcombe schuf die Spezialeffekte.
Sidney Lanfield arbeitete zum letzten Mal als Regisseur eines Kinofilms.

### Besetzung
In kleinen nicht im Abspann erwähnten Nebenrollen traten Whit Bissell, Madge Blake, Mae Clarke, Jeff Donnell, Byron Foulger, Kathleen Freeman, Thurston Hall als Thatcher Kinston, Paul Harvey, Alvy Moore, Juanita Moore, Kathleen O’Malley, Tom Poston, Roy Roberts, Hayden Rorke, Beverly Wills und Keenan Wynn auf. Ebenfalls unerwähnt blieben Emmett Lynn als Pop und Bob Simpson als Militärpolizist. Debbie Reynolds und Bobby Van haben einen kleinen Auftritt im Film, bei dem sie gemeinsam das Lied Oh By Jingo! singen.

### Musik
Harry Warren und Ralph Blane komponierten die folgenden Stücke:
- Hold Me Close to You
- Skirts Ahoy
- Glad to Have You Aboard
- Hilda Matilda
- What Makes a Wave?
- I Got a Funny Feeling
- What Good Is a Gal (Without a Guy)
- The Navy Waltz
- We Will Fight

Das Stück Oh! By Jingo! stammte von Albert Von Tilzer.
Jeff Alexander sorgte für das Arrangement der Songtexte.

## Veröffentlichung
Die Premiere des Films fand am 28. Mai 1952 in New York statt. In der Bundesrepublik Deutschland kam er am 4. April 1953 in die Kinos.

## Kritiken
Der Filmkritiken-Aggregator Rotten Tomatoes hat in einer Auswertung von über 100 User-Kritiken ein Publikumsergebnis von 52 Prozent positiver Bewertungen ermittelt.
Das Lexikon des internationalen Films schrieb: „Allem Singsang und Schnickschnack zum Trotz als kaum verhohlene Militärpropaganda zu erkennen.“
Die Variety befand, die Geschichte sei größtenteils eine adäquate Unterstützung einer typischen Musicalkomödie.